# Joven de Chan Hol
Joven de Chan Hol (del maya: chan (pequeño) hol (pozo, puerta, entrada) ‘pequeño pozo’) es el nombre con el que se conoce a los restos fosilizados de un humano, aparentemente del  sexo masculino, cuyo esqueleto arqueológico, probablemente con origen en el pleistoceno y de una antigüedad aproximada (por determinar con precisión) de 10 000 años (de la "edad del hielo"), fue hallado en una cueva inundada (cenote) en el estado de Quintana Roo, México, en 2006. La osamenta fue sacada de su milenaria tumba, cerca de Tulum, por un grupo de buzos arqueólogos mexicanos quienes después de estudiar el caso por tres años han concluido su tarea extractora.
Es otra osamenta, junto con la Mujer de Las Palmas, la  Mujer de Naharon, y el Hombre del Templo,  descubiertas entre 2005 y 2006, todas en el interior de cuevas inundadas en la península de Yucatán. Son piezas clave para entender el poblamiento de América, “ya que fortalecen la hipótesis de que el continente americano se pobló a partir de varias migraciones provenientes de Asia”, según el Instituto Nacional de Antropología e Historia (INAH), de México.

## El rescate de la osamenta
Tres años de estudios en el lugar, desde fines del año 2006, permitieron la extracción científicamente conducida de la osamenta de Chan Hol por un grupo de expertos mexicanos encabezado por el biólogo Arturo González, coordinador del proyecto Estudio de los Hombres Precerámicos en la península de Yucatán. Participaron así mismo los espeleobuzos Eugenio Acévez, Jerónimo Avilés y Luis Martínez, del Instituto de la Prehistoria de América.

## Características del hallazgo
La osamenta de Chan Hol, llamado así por el nombre de la cueva inundada donde se halló, fue extraído de 8.3 metros de profundidad, 

"en una caverna donde abundan las estalagmitas y a la que sólo se llega por intrincados laberintos, también inundados y completamente oscuros".

Los antropólogos que participaron opinaron que: 

"el cuerpo fue colocado en la cueva (posiblemente) en una ceremonia funeraria realizada al final del Pleistoceno, cuando el nivel del mar estaba 150 metros más abajo, y antes de que se inundaran esas cavernas que tal vez el Joven de Chan Hol conoció y recorrió".

Se ha recuperado aproximadamente el 60% del esqueleto: huesos de las cuatro extremidades, vértebras, costillas, cráneo y varios dientes, cuyo esmalte está muy bien conservado, razón por lo que se ha considerado que se trataba de una persona joven en la hora de su muerte. 
Los investigadores tienen por delante la tarea de, una vez que hayan dejado reposar los huesos, someterlos a estudios morfológicos para determinar si comparten características físicas con los otros tres esqueletos extraídos de las cuevas, y para comprobar su antigüedad.